# The Death, We Will Face
《The Death, We Will Face》는 2009년 3월 31일에 GMC 레코드(GMC Records)에서 발매된 나인씬(Ninesin)의 첫 플렝쓰 앨범이다. 본 앨범은 타이틀곡인 《Punishment》의 뮤직비디오가 수록된 Enhanced CD로 구성되어 있다. 전반적인 스타일은 하드코어에 메틀적인 사운드를 섞은 즉, 메탈릭한 리프와 멜로디컬한 파트들의 유기적인 결합이 잘 나타나는 뉴스쿨 하드코어를 표방하고 있다.

## 수록곡
1. "Beyond The Horizon" - 2:47
2. "Our Time Has Come" - 2:41
3. "Voice Of Violence" - 3:05
4. "Born To Die" - 3:13
5. "Deplete Impure Blood (Part I)" - 2:09
6. "Punishment" - 3:56
7. "Pureblood" - 3:32
8. "Reach The Storm" - 3:31
9. "The Martyred" - 3:23
10. "In The Battle" - 3:25
11. "Rising Conviction" - 3:53[1]

## 수록곡 소개
- Beyond The Horizon: 미디소리와 함께 서서히 등장하는 다른 악기 소리들로 전체적인 분위기를 암시하는 트렉.
- Our Time Has Come: 보컬이 등장하면서 비로소 앨범의 시작을 알린다. 반복되는 가사와 그루브한 리듬이 인상적이고 공연장에서 항상 intro로 연주되는 곡이다.
- Voice Of Violence: 복수를 주제로 하는 노래이다. 이 곡은 마제의 보컬 김형군이 참여한 곡으로 보컬 배경세와 서로 주고 받으며 그로올링과 샤우팅이 서로 교차되면서 분위기를 고조시킨다. 앨범수록곡 중 비교적 하드코어적인 느낌이 강하게 나는 노래이지만 곡 중간중간에 리듬이나 기타 리프가 변하는 등 타이트하게 진행되기도 한다.
- Born To Die: 드럼연타로 시작되며 노래 제목과 같이 가사 내용과 곡 분위기도 처절하게 진행된다. 극한의 삶 속에서도 그것을 극복한다는 주제의 노래로 중간중간 박자나 리프가 자주 바뀌면서 타이트하게 진행되고 마지막의 다운비트에는 모슁을 유도한다.
- Deplete Impure Blood (Part I): 타이틀 곡인 《Punishment》로 들어가는 접속곡으로 처절한 멜로디와 힘있는 드럼연주가 일품이다.
- Punishment: 뮤직비디오로도 제작된 이 앨범의 타이틀곡으로 자신의 적에게 응징을 하겠다는 각오를 담은 노래로 이미 예전부터 라이브에서 끊임없이 연주되었지만 이번 앨범 버전은 좀 더 타이트하게 편곡이 되었다. 또한 이 곡은 동일하게 반복되지 않고 계속 다른 형식으로 진행된다.
- Pureblood: 인상적인 인트로와 신념에 찬 가사, 그리고 다이내믹한 사운드가 어우러진 곡으로 중간에 나오는 리듬 변화가 인상적이다.
- Reach The Storm: 폭풍에 맞서서 끝까지 싸우겠다는 주제의 곡으로 처음부터 질주하는 것이 일품인 트렉이다. 라이브에서는 코러스 부분이 빛을 발한다.
- The Martyred: 마지막 곡인 《In The Bettle》로 들어가는 접속곡으로 이 앨범의 유일한 발라드 트렉이다. 다른 곡과는 달리 감성적인 멜로디가 등장하고 후반부에 격정적으로 폭발하는 부분이 인상적이다.
- In The Battle: 매우 익스트림한 트렉으로 중간에 다운빗이 인상적이다.
- Rising Conviction: EP《Deathblow》에도 수록된 곡으로 EP에 수록된 버전보다 좀 더 파워풀하게 편곡되었고 라이브의 느낌을 강조했다.

## 앨범에 참여한 사람
- 모든 트렉은 나인씬이 연주했다.
- 1번트렉을 제외한 모든 노래는 나인씬이 작사, 작곡했다. 1번 트렉 《Beyond The Horizon》은 갓오브엠티니스의 조상현이 작곡했고, 에이팝의 지미가 미디를 도와주었다.
- 《Punishment》, 《The Martyerd》에서는 갓오브엠티니스의 조상현이 보컬을 도와주었고, 《In The Battle》은 바세린의 이기호가 보컬을 도와주었고, 《Voice of Violence》에서는 마제의 김형군이 보컬을 도와주었고, 《The Martyerd》에서 권준경이 나레이션을 도와주었다. 그리고 코러스는 바세린의 조민영, 이기호, 마제의 김형군이 도와주었다.
- 앨범 자켓 및 속지에 관한 모든 아크워크는 바세린의 이기호가 도와주었다.
- 《Punishment》의 뮤직비디오는 럭스의 원종희가 감독했다.